# Pälzisch im Abgang
Pälzisch im Abgang (Arbeitstitel: Plötzlich Apokalypse – Die letzten Tage in der Pfalz) ist eine sechsteilige deutsche Dramedy, die 2015 gedreht wurde. Die Miniserie lief vom 27. Oktober bis zum 1. Dezember 2015 jeweils dienstags im SWR Fernsehen.

## Handlung
Bad Dürkheim in der Pfalz. Beschaulich lebt es sich in der teilweise ländlich geprägten Weinbau-Idylle. Zwar hat jeder so seine „Problemchen“ in der vom Winzerleben geprägten Familie Fröhlich, beispielsweise ist der Vater Micky der kleinen Familie mit seiner Life-Coach-Praxis in finanzielle Schieflage geraten, seine Frau Katharina vergnügt sich mit ihrer Jugendliebe Casino-Klaus, Basti, der Sohn, ist unglücklich in die indische Austauschschülerin Sunita verliebt, und die kecke Tochter Natalie plant auf eigene Faust eine Weltreise, um dem ihr zuwider gewordenen Landleben zu entfliehen.
All diese familiären Schwierigkeiten geraten jedoch in ein völlig neues Licht, als bekannt wird, dass der Asteroid Gisbert, entgegen ersten Berechnungen, die Erde nicht knapp verfehlen, sondern direkt auf dem europäischen Kontinent einschlagen wird, was das Ende allen bisher bekannten Lebens auf dem Planeten bedeutet, da die wissenschaftliche Prognose besagt, dass durch den Zusammenprall mit dem Kometen die Erde pulverisiert wird.
Vorausgesagt ist Gisberts Einschlag in fünf Wochen. Ab sofort beginnt jeder einzelne Protagonist auf seine Art und Weise, die ihm verbleibenden 35 Tage möglichst angenehm zu verbringen. Niemals, so die Devise der dargestellten Pfälzer, wird der Lebensmut verloren, auch dann nicht, wenn das globale Ende vor der Tür steht.
Alles Handeln steht fortan unter der pfälzischen Lebenseinstellung „Wein, Weib und Gesang“, die jedoch die Ernsthaftigkeit des drohenden Ereignisses niemals außer Acht lässt. Je näher der Zeitpunkt des Kometeneinschlags rückt, desto ernsthafter und ruhiger werden auch die Protagonisten.
Die pfälzische Endzeit-Serie beleuchtet jedoch nicht ausschließlich das Leben in der pfälzischen Kleinstadt Bad Dürkheim. Der interessierte Zuschauer entdeckt weitere Vorgänge, die beispielsweise in der Filmhandlung in den Nachrichten erwähnt werden. So wird beispielsweise in fiktiven Fernsehnachrichten mitgeteilt, dass sich große Teile des männlichen Profisports zu ihrer Homosexualität bekannt haben. Des Weiteren ist den im Film dargestellten Fernsehnachrichten zu entnehmen, dass zwar nicht der Weltfrieden erklärt wurde, jedoch global gemeldet wird, dass sämtliche Kriegshandlungen zwischen verfeindeten Staaten und Regionen eingestellt wurden.
Die erste und bisher einzige Staffel der Serie schließt ab, indem dargestellt wird, dass alle Protagonisten mehr oder weniger ihren eigenen Frieden finden: mit sich selbst, der Familie und der Pfalz. Der Großvater redet nach anfänglichen Querelen wieder mit seinen Nachkommen, Basti versöhnt sich mit seiner Schwester, der Schwerenöter Klaus lebt kurz vor dem Weltuntergang noch seinen Traum als Balletttänzer aus und verbrennt seinen Bargeldreichtum in einem offenen Feuer. Riesling-Rudi, der seine Tochter in den letzten 15 Jahren nicht mehr gesehen hat und eigentlich vorhatte, den Rest seines Lebens in einem Bunker zu verbringen, versucht einen letzten Telefonanruf, um mit ihr noch ein letztes Gespräch zu führen. Schließlich versöhnt sich selbst Natalie mit ihrem Stalker, indem sie ihm die Hand reicht und fragt, wie er mit Vornamen heißt.
Im allerletzten Moment, als sich die Pfälzer im Gemäuer des Klosters Limburg in den Armen liegen und dem drohenden Weltuntergang entgegen sehen, kommt Gisbert der Erde bedrohlich nahe und rast in der Atmosphäre über die Köpfe der Protagonisten hinweg. Die Handlung endet an dieser Stelle. Somit bleibt im Unklaren, ob der Asteroid tatsächlich auf der Erde einschlägt.

## Folgenübersicht
- Folge 1: Überraschung
- Folge 2: Verdrängung
- Folge 3: Hoffnung
- Folge 4: Krönung
- Folge 5: Trauung
- Folge 6: Zerstörung

## Produktionsnotizen
Die Serie wurde produziert von TeamWerk Die Filmproduktion (Stuttgart) im Auftrag des Südwestrundfunk. Die Dreharbeiten begannen am 23. Juni 2015 und endeten Anfang August desselben Jahres. Gedreht wurde in und um Bad Dürkheim sowie unter anderem auch in einer Theatergalerie in Neckartailfingen. Die in sechs Teilen produzierte Endzeitserie kommt ohne Spezialeffekte aus.

## Erstausstrahlung
Pälzisch im Abgang wurde am 27. Oktober 2015 erstmals im SWR ausgestrahlt. Mit 510.000 Zuschauern erreichte der Sendestart bundesweit einen Marktanteil von 2,4 % – ein Wert, der deutlich über dem durchschnittlichen Marktanteil von 1,8 % liegt, den der SWR üblicherweise erreicht.

## Hintergrund
Die Dramedy Pälzisch im Abgang wurde anlässlich des 30-jährigen Jubiläums der SWR-Nachwuchsreihe Debüt im Dritten produziert.
Mathias Schmidt, ein Filmregisseur aus Delmenhorst, nannte in einem Interview mit der Neuen Osnabrücker Zeitung unter anderem den besonderen Reiz, den es für ihn darstellte, den speziellen pfälzischen Humor mit seinem eingängigen Dialekt für die Zuschauer in ganz Deutschland kompatibel zu machen. Spaß machte es ihm und der ganzen Crew auch, dass ein Weltuntergangszenario mal nicht, wie gewohnt, vor großer Hollywoodkulisse entsteht, sondern speziell die Rolle einer pfälzischen Familie und deren Charaktere im Mittelpunkt stehen.
Autor und Erfinder Markus B. Altmeyer, der in und um Bad Dürkheim in der Pfalz aufgewachsen ist, stellt die Serie in einem Interview mit der Zeitung Die Rheinpfalz als eine „selbstironische Liebeserklärung an die Heimat“ vor, in der es ihm „nicht um Action und die Zerstörung der Welt“ geht, als vielmehr „um die psychologischen Aspekte der Figuren“. Der Weltuntergang ist für ihn dabei „keine unrealistische Prämisse, sondern im Grunde nichts anderes als eine Metapher für die Sterblichkeit an sich, denn wir alle werden ja irgendwann unseren persönlichen Weltuntergang erleben“. Doch dieses Wissen müsse nicht in Verzweiflung münden, „sondern kann auch in Lebensfreude und eine ironische Haltung zum Leben umgewertet werden. Tragik und Komik liegen in der Serie entsprechend dicht beieinander“.